# Olga Ostojić Belča
Olga Ostojić Belča (Uljma (kod Vršca), 2. 8. 1941 –  3. 7. 2022) bila je srpska i jugoslovenska književnica, pripovedač, esejista, pesnikinja i vrsni prevodilac.

## Biografija
Rođena je u selu Uljma, nadomak Vršca. U rodnom selu završila je osnovnu školu a gimnaziju u Vršcu. Studirala je francuski jezik na Filološkom fakultetu Univerziteta u Beogradu. Počela je da piše pesme kao gimnazijalka. Njen prvi roman Smrt godišnjeg doba ovenčan je drugom nagradom na konkursu zagrebačkog lista Telegram i objavljen u izdanju izdavačke kuće Otokar Keršovani iz Rijeke 1963. godine. Njen književni opus sadrži romane, priče, eseje i pesme. Objavljivala je kratke priče u svim značajnijim književnim časopisima (Polja,  Letopis Matice srpske).
Olga Ostojić Belča u svoijm delima pronicljivo i precizno zalazi u psihologiju svojih likova, u složene porodične odnose, u duh malog mesta/varošice u kojima se prepliću prošlost i sadašnjost. Pri tome odražava jednostavnost, poletnost i duhovitost majstorstva stvaranja priča i pretvaranja reči u rečenice. Osetljiva psiha likova koji su osuđeni na stradanja su povezana sa prošlošću u kojoj ima mesta za sva ljudska bića. Olgina dela zrače trajnim vrednostima koje važe za sve generacije bez obzira na jedinstvenost i neponovljivost samih jedinki.
U autorkinim delima arheološki se oživljava prošlost gde se prikazuju ljudski odnosi na način koji će i nadalje da traje i buderazumljiv za ljude iz budućnosti.
Poslednji roman Spavač u dolu Olga je napisala 2021. godine gde su  prikazane porodične uspomene  prošlost njenog zavičaja, kao i sećanja raznih svedoka. Mnogi likovi su zaista postojali, a u romanu se pojavljuju sa pravim ili izmenjenim imenima. Ovo je na neki način oproštaj od jedne generacije i vremena u kojoj je ona živela.
Olga Ostojić Belča umrla je 3. jula 2022. godine u Vršcu.

## Ekranizacija romanaSmrt godišnjeg doba
Prema romanu Smrt godišnjeg doba snimljen je televizijski film 1988. godine. Olga Ostojić Belča je napisala scenario zajedno sa Marijom Peakić  Mikuljan, a režiju je potpisao Miroslav Mikuljan.

## Bibliografija

### Romani
1. Smrt godišnjeg doba, 1963, Otokar Keršovani, Rijeka, drugo izdanje 2003, Narodna knjiga, Beograd
2. Anina koža, 1971, Klub pisaca, Vršac, drugo izdanje 2003, Narodna knjiga, Beograd
3. Drvo na ivici pustinje, 1983, Beogradski izdavačko-grafički zavod, Beograd, drugo izdanje 2005. Narodna knjiga-Alfa, Beograd
4. Nesanica,1989, Prosveta, Beograd, drugo izdanje 2008, Narodna knjiga-Alfa, Beograd
5. Spavač u dolu, 2021, Prometej, Novi Sad

### Priče
1. Osvetljeni prozor, 1986, Matica Srpska, Novi Sad
2. Kuće u kojima smo živeli, 2010, Prometej, Novi Sad

### Knjige eseja
1. Povratak u zavičajni predeo, 1985, Književna zajednica Novog Sada, Novi Sad (koautor knjige je Dušan Belča)
2. Prepoznavanje dana, 2002, Narodna knjiga-Alfa, Beograd

### Zbirka poezije
1. Naslikani predeo, 2004, Ugao, Vršac

### Ostalo
1. Recepti i priče iz moje kuhinje, 2013, Ugao, Vršac

### Prevodi sa francuskog jezika
1. Sirano de Beržerak: Drugi svet, 2010, Ugao Vršac
2. Nikolas Flamarion: Uranija, 2005, Narodna knjiga-Alfa, Beograd
3. Moris Meterlink: Inteligencija cveća, 2006, Narodna knjiga-Alfa, Beograd
4. Šarl Mari Žorž Uismans: Tamo dole, Matica srpska, Novi Sad

## Spoljašnje veze
- Spisak dela u elektronskom katalogu COBISS